# Dolice (gmina)
Dolice est une gmina rurale du powiat de Stargard, Poméranie occidentale, dans le nord-ouest de la Pologne. Son siège est le village de Dolice, qui se situe environ 20 km au sud-est de Stargard Szczeciński et 49 km au sud-est de la capitale régionale Szczecin.
La gmina couvre une superficie de 237,13 km2 pour une population de 8 982 habitants en 2016.

## Géographie
La gmina inclut les villages de Boguszyce, Bralęcin, Brzezina, Dobropole Pyrzyckie, Dolice, Kolin, Komorowo, Krępcewo, Lipka, Mogilica, Morzyca, Moskorzyn, Płoszkowo, Pomietów, Przewłoki, Rzeplino, Sądów, Sądówko, Skrzany, Strzebielewo, Szemielino, Trzebień, Warszyn, Żalęcino, Ziemomyśl A et Ziemomyśl B.
La gmina borde les gminy de Barlinek, Choszczno, Pełczyce, Przelewice, Stargard Szczeciński, Suchań et Warnice.